# 四月的上尉
是一部上映于2000年的電影，講述了康乃馨革命的故事。康乃馨革命是1974年4月25日在葡萄牙推翻法西斯獨裁統治的軍事政變。本片情節雖然戲劇化，還是相當忠實於歷史，許多關鍵人物也是真實的，如萨尔盖罗·迈亚上尉和马尔塞洛·卡埃塔诺總理。
本片由瑪麗亞·德·梅黛洛執導，歐洲聯合製作。它於2000年坎城影展的一種注目部分放映。